# Daniella Zupo
Daniella Zupo (Belo Horizonte, 5 de março de 1972) é uma escritora, jornalista e documentarista brasileira.
Integrante da Academia Nova-Limense de Letras, é autora do webdocumentário e do livro Amanhã Hoje é Ontem, sobre sua jornada contra o câncer de mama.

## Biografia
Zupo nasceu na capital mineira, em 1972. É filha de Renato Zupo, jurista de Minas Gerais, e de Ivone Zouain Zupo, irmã do também juiz Renato Zupo. Formada em Jornalismo, em 1993, pela Pontifícia Universidade Católica de Minas Gerais, começou a trabalhar no rádio no ano seguinte, onde produzia e apresentava um programa diário voltado para o público adolescente chamado "Intercollege", na rádio 107 FM, de Belo Horizonte.
Em 1993 foi convidada para fazer parte da equipe do Canal 23, emissora local com notícias 24 horas, comandando pelos jornalistas Alberico de Souza Cruz e Lauro Diniz, da Rede Globo. No Canal 23, foi repórter e apresentadora de telejornal, além de mediar um programa de debates, o Arrudas Connection.
Em 1999 foi repórter da Globo Minas, até se transferir para a Alemanha, onde foi correspondente internacional do Jornal do SBT e correspondente do caderno de cultura do jornal Estado de Minas. Zupo retornou ao Brasil em 2008 para assumir a editoria de cultura da Rádio Inconfidência, onde apresentou e criou o programa Viamundo, uma revista diária de cultura que ficou no ar durante 5 anos.
Em 2013, a convite da Rede Minas de Televisão, Daniella reformulou e começou a apresentar o programa Agenda, o mais antigo da emissora, no ar desde 1987. É cocriadora do podcast As Perennials (2019) sobre envelhecimento feminino, comentarista da Radio Itatiaia e integrante da Academia Nova-Limense de Letras.

## Câncer
Em 2016, Daniella foi diagnosticada com um câncer de mama. Afastada do trabalho, passou por um ano de tratamento com quimioterapia e radioterapia, além de uma cirurgia de remoção de parte da mama. Durante o processo do tratamento, Daniella documentou tudo em uma websérie chamada Amanhã Hoje é Ontem, o primeiro no Brasil com essa temática, distribuído gratuitamente em seu canal no YouTube.
A websérie se tornou um livro de mesmo nome, lançado em 2017 pela editora Ramalhete e em 2021 pela editora Somos Livros. O título do livro surgiu de uma pergunta que a filha de Daniella fez enquanto a mãe passava pelo tratamento contra o câncer.

## Premiações
Recebeu menção honrosa e título de Madrinha do Outubro Rosa pela Comissão de Saúde da Assembleia Legislativa de Minas Gerais em 2016, e menção honrosa da Comissão de Cultura em 2017. Também recebeu da Câmara Municipal de Araxá uma moção de congratulações (2018) pelo trabalho de conscientização sobre a prevenção do câncer de mama.